# Le Royaume
Le Royaume és una pel·lícula de drama criminal i familiar francesa del 2024 dirigida per Julien Colonna. La pel·lícula és protagonitzada per Ghjuvanna Benedetti com la filla del líder d'una família criminal interpretat per Saveriu Santucci.

## Argument
L'any 1995, Lesia (Benedetti) és una noia de 15 anys a Còrsega, segura del crim organitzat en altres llocs de l'illa. Això canvia quan la porten al seu pare, el cap del crim Pierre-Paul (Santucci), per al seu disgust. Ambdós arreglen la seva relació mentre escapen dels mafiosos de tota l'illa, i Lesia es veu arrossegada més al món de crims del seu pare.
- Ghjuvanna Benedetti com a Lesia
- Saveriu Santucci com a Pierre-Paul
- Anthony Morganti
- Andrea Cossu
- Fédéric Poggi
- Regis Gómez

## Producció
El naixement de la seva filla va inspirar Colonna a crear una història pare-filla. Le Royaume es va rodar a al lloc a Còrsega amb un repartiment format majoritàriament per actors locals novells. L'últim dia de rodatge, es va haver de reelaborar una escena fonamental d'un vaixell a causa d'una tempesta sobre el golf d'Ajaccio.

## Llançament
Le Royaume fou estrenada a la secció Un Certain Regard del 77è Festival Internacional deCInema de Canes, on els drets de distribució per Amèrica del Nord van ser adquirits per Metrograph Pictures. Es va programar que Ad Vitam Distribution estrenés la pel·lícula a les sales a França el 13 de novembre de 2024.

## Crítiques
Al lloc web de l'agregador de ressenyes Rotten Tomatoes, el 100% de les crítiques de 7 són positives, amb una valoració mitjana de 7,5/10
L'Humanité destaca "una pel·lícula d'escapada molt gran". Per Le Figaro, és una pel·lícula "dura i commovedora","sense alè i vibrant" segons Le Parisien, "captivador i esfereïdor" segons Sud Ouest. Per a Télérama, la pel·lícula és "d'una foscor constantment assolellada".

## Reconeixements
| Premi                                     | Data de cerimònia     | Categoria                 | Receptor(s) | Resultat | Ref.   |
| ----------------------------------------- | --------------------- | ------------------------- | ----------- | -------- | ------ |
| Festival Internacional de Cinema de Canes | 24 de maig de 2024    | Un Certain Regard         | Le Royaume  | Nominat  | [ 9 ]  |
| Festival Internacional de Cinema de Canes | 25 de maig de 2024    | Càmera d'Or               | Le Royaume  | Nominat  | [ 9 ]  |
| Premi Louis-Delluc                        | 4 de desembre de 2024 | Millor primera pel·lícula | Le Royaume  | Nominat  | [ 10 ] |